# Baddomalhi
Baddomalhi é uma cidade do Paquistão localizada na província de Punjab.